# Gonypetella fusca
Gonypetella fusca es una especie de mantis de la familia Mantidae.

## Distribución geográfica
Se encuentra en Uganda.